# Haga församling, Uppsala stift
Haga församling var en församling i Uppsala stift och i Sigtuna kommun i Stockholms län. Församlingen uppgick 2002 i Sigtuna församling.

## Administrativ historik
Församlingen har medeltida ursprung. Församlingen uppgick den 1 januari 2002 i Sigtuna församling.

### Pastorat
- Medeltiden: Församlingen utgjorde ett eget pastorat.[1]
- Från medeltiden till 1 maj 1920: Annexförsamling i pastoratet Vassunda och Haga.[1]
- 1 maj 1920 till 1 januari 1962: Annexförsamling i pastoratet Sigtuna, Sankt Per, Sankt Olof, Haga, Vassunda.[1]
- 1 januari 1962 till 1 januari 2002: Annexförsamling i pastoratet Sigtuna, Sankt Per, Sankt Olof, Haga.[1]

## Areal
Haga församling omfattade den 1 januari 1952 en areal av 18,73 km², varav 18,58 km² land. Efter nymätningar och arealberäkningar färdiga den 1 januari 1955 omfattade församlingen den 1 januari 1961 en areal av 19,06 km², varav 19,06 km² land.

## Kyrkobyggnader
- Haga kyrka